# Sielsowiet Rzeczki
Sielsowiet Rzeczki (biał. Рэчкаўскі сельсавет; ros. Речковский сельсовет) – sielsowiet na Białorusi, w obwodzie brzeskim, w rejonie iwacewickim, z siedzibą w Rzeczkach.
Według spisu z 2009 sielsowiet Rzeczki zamieszkiwało 2055 osób, w tym 2035 Białorusinów (99,03%), 7 Rosjan (0,34%), 5 Ukraińców (0,24%), 1 Czuwasz (0,05%) i 7 osób, które nie podały żadnej narodowości. Do 2020 liczba mieszkańców spadła do 1587 osób, zamieszkujących w 685 gospodarstwach domowych.
Największą miejscowością są Rzeczki z 711 mieszkańcami. Ponad 100 osób mieszka także w Krajach (429 mieszkańców) i w Rudnii (377 mieszkańców). Hutkę zamieszkuje 70 osób.

## Miejscowości
- wsie:
  - Hutka
  - Kraje
  - Rudnia
  - Rzeczki